# Karel Vejchodský
Karel Vejchodský je český aviatik, instruktor paraglidingu, tandemový a soutěžní pilot. Byl vyhlášen jako Nejlepší letecký sportovec roku 2008 a vítěz ankety o nejlepšího Leteckého sportovce 2008 kategorie Paragliding. Je držitelem českého a evropského rekordu nejdelším letem na evropském kontinentě v historii - 335 km ze dne 28. července 2008, v roce 2014 přidal nejdelší let českého pilota 457 km. Je vítězem Českého poháru paraglidingu celkově v letech 2002, 2003, 2007, 2008, 2013 a vítěz Českého poháru paraglidingu v kategorii Tandem 2006. Je majitelem firmy Majstrštych Design s.r.o. zabývající se výrobou designového nábytku. Absolvoval cesty za létáním do Brazílie, Kazachstánu, Venezuely, Jižní Afriky a Ukrajiny.